# Хула (долина)

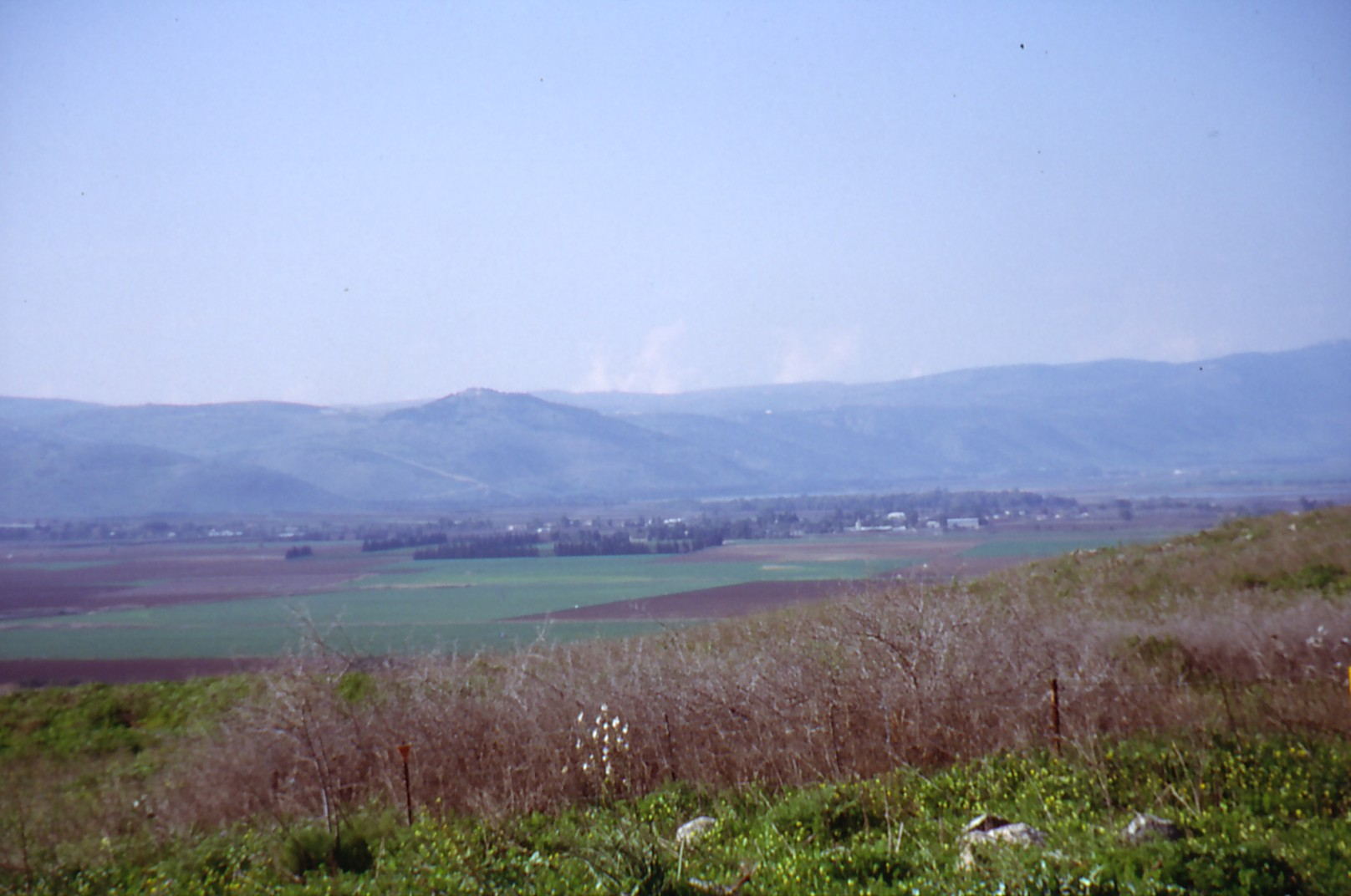
Долина Хула, вид з Голанських висот

Долина Хула (івр. עמק החולה — Emek HaHula) — долина і сільськогосподарський район на півночі Ізраїлю, багатий на прісну воду. Ця долина є вузьким місцем міграції птахів уздовж Великої рифтової долини між Африкою, Європою і Азією.
Зі стародавніх часів в долині існувало озеро Хула (біблейське озеро Мером), що, разом із болотами навколо, було осушене в 1950-х роках з метою покращення довкілля для потреб сільського господарства. Хоча спочатку осушення розглядалося як національне досягнення Ізраїлю, згодом з'ясувалося, що ці дії мали й низку негативних наслідків. В результаті частина озера була відновлена (знана як Аґамон-га-Хула — «маленька Хула»), а зараз проводяться роботи з відновлення майже зниклої екосистеми з метою зупинити погіршення ґрунтів.

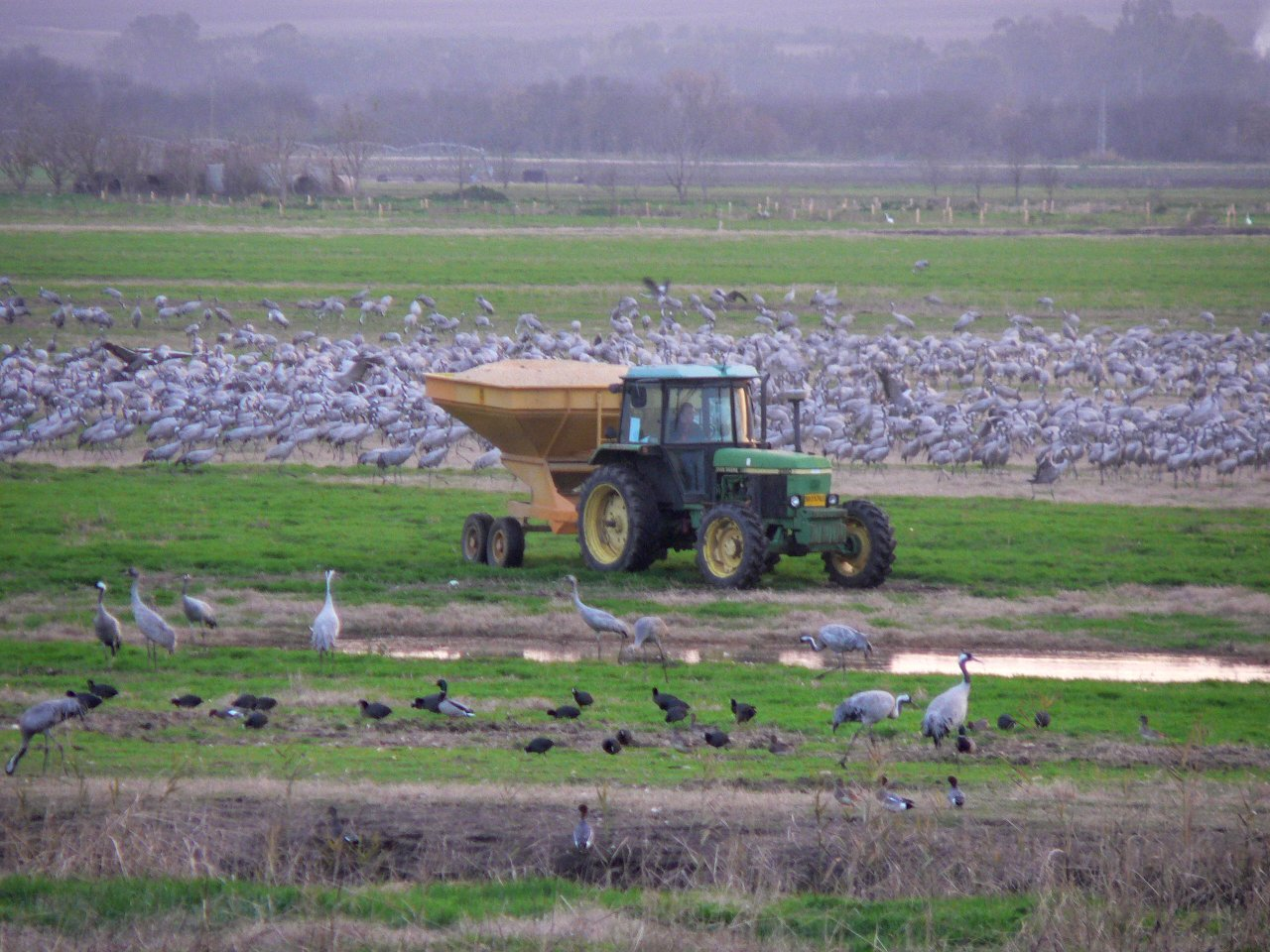
Зграя сірих журавлів, лисок і крижнів
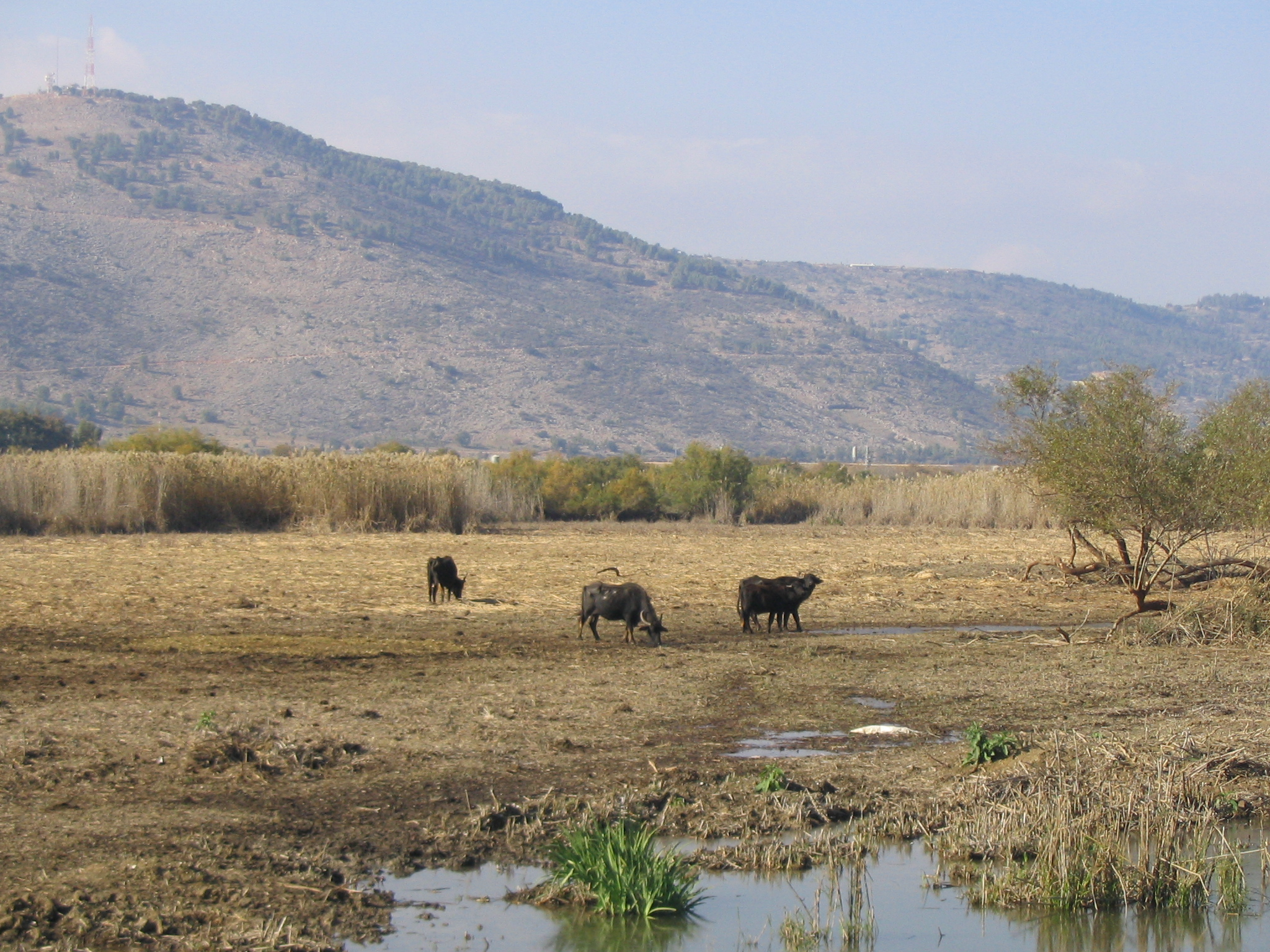
Домашні водяні буйволи пасуться на болотах
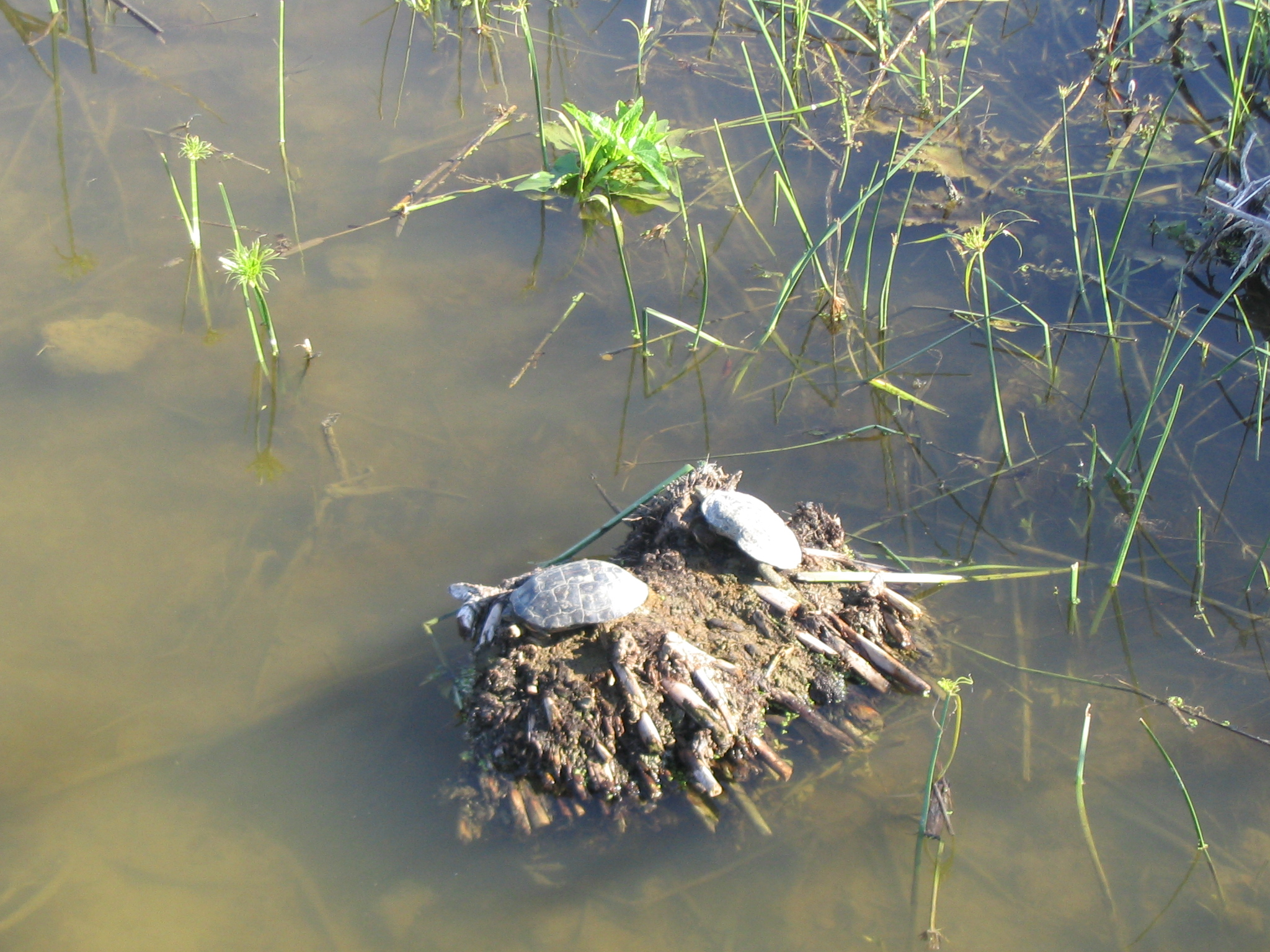
Болотяні черепахи в долині
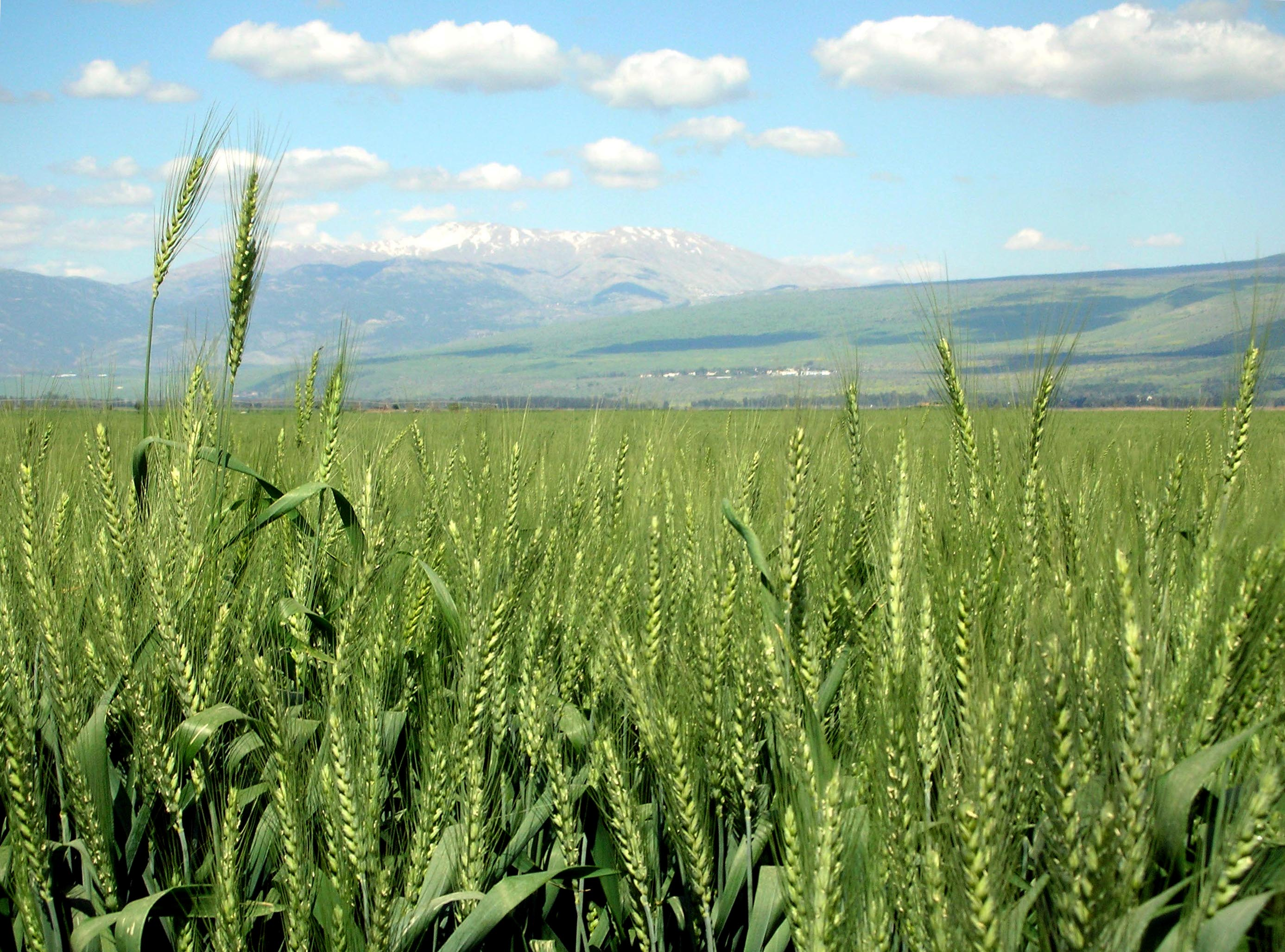
Пшениця в долині, 2007